# هولبروک مان مکنیلی
هولبروک مان مکنیلی (انگلیسی: Holbrook Mann MacNeille; ۱۱ مهٔ ۱۹۰۷ – ۳۰ سپتامبر ۱۹۷۳) ریاضی‌دان اهل ایالات متحده آمریکا بود.
وی همچنین برندهٔ جوایزی همچون بورسیه رودز شده‌است.